# Liste der Auslandsvertretungen Turkmenistans

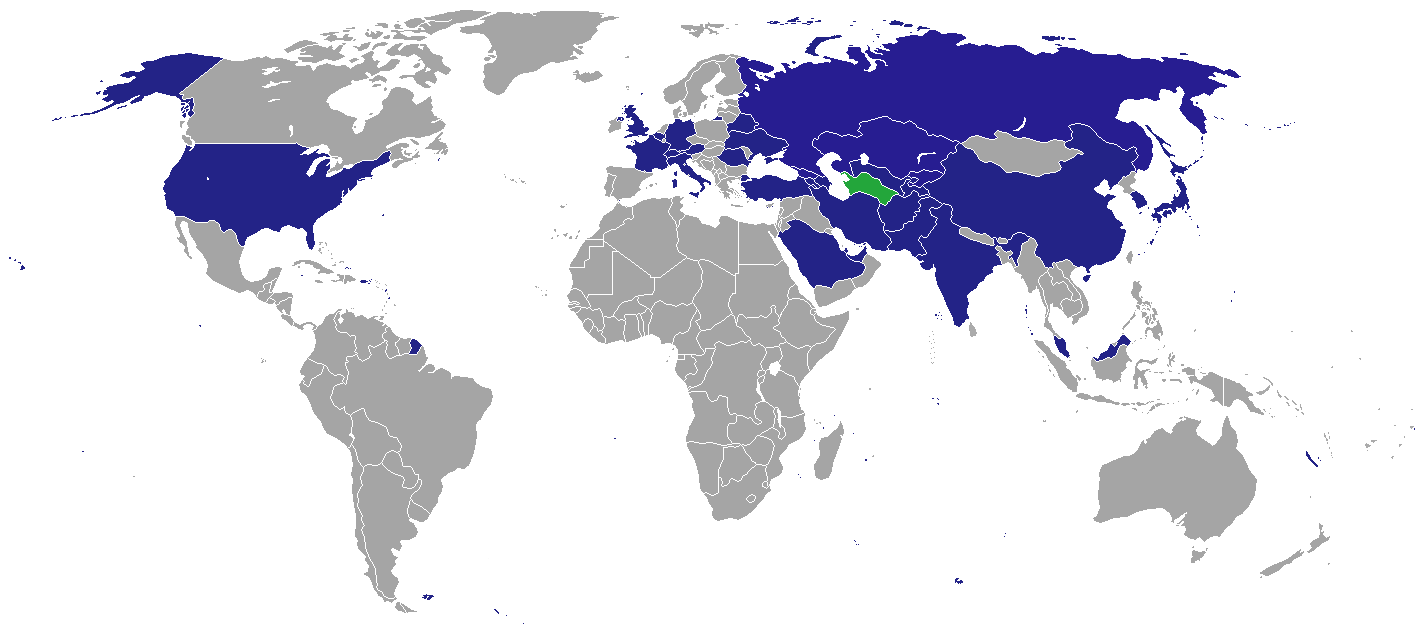
Standorte der diplomatischen Vertretungen Turkmenistans

Dies ist eine Liste der diplomatischen und konsularischen Vertretungen Turkmenistans.

## Diplomatische und konsularische Vertretungen

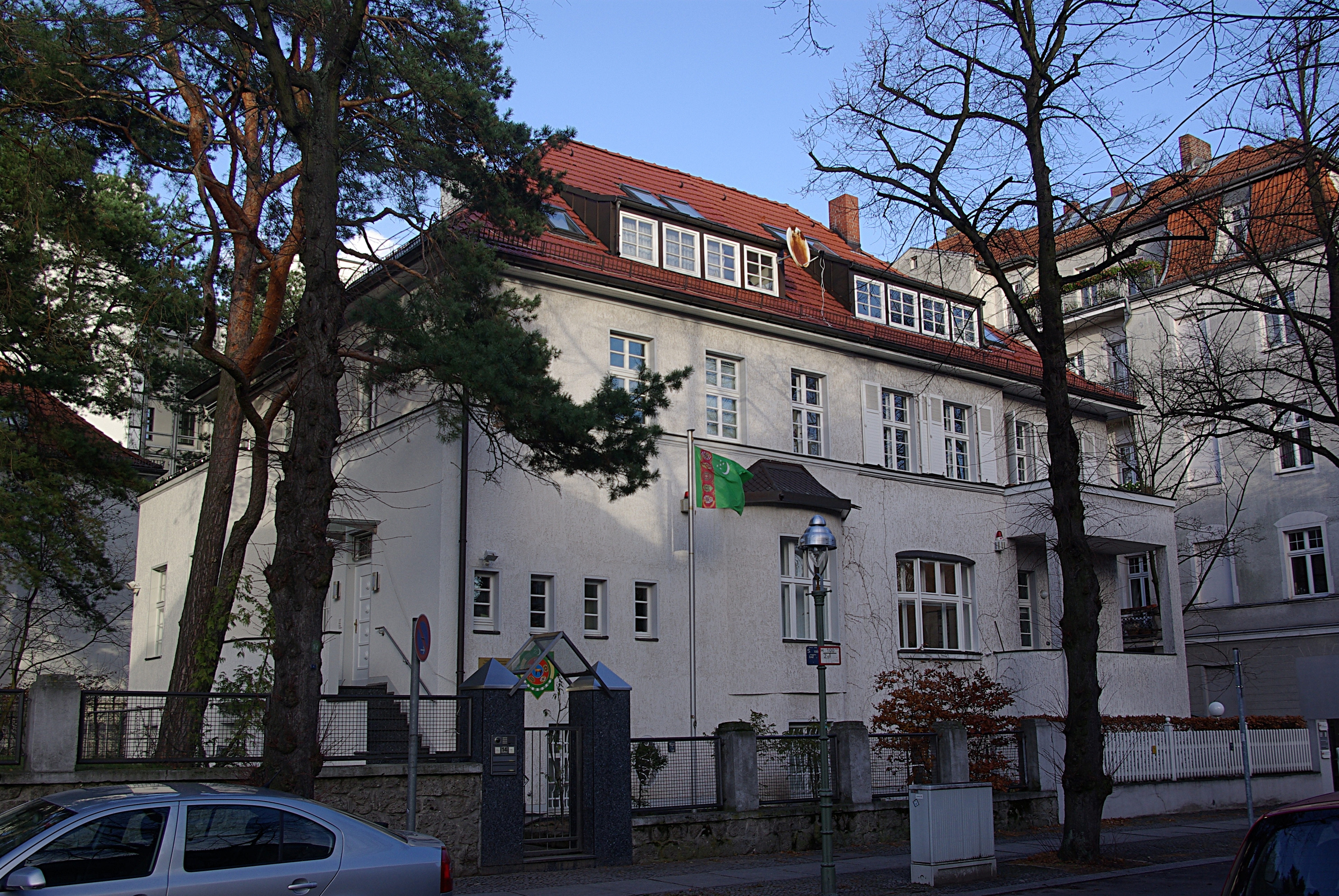
Turkmenische Botschaft in Berlin

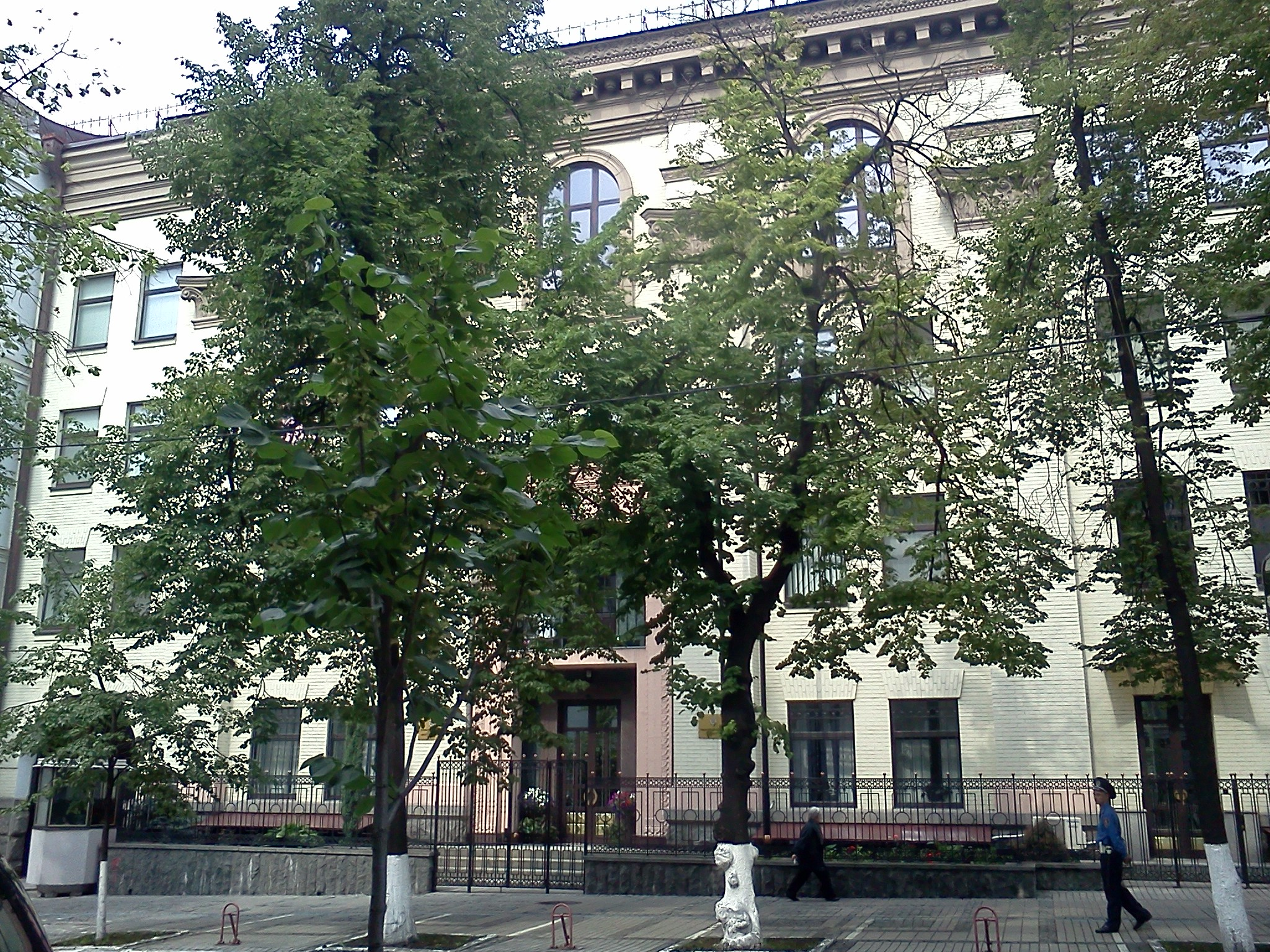
Turkmenische Botschaft in Kiew

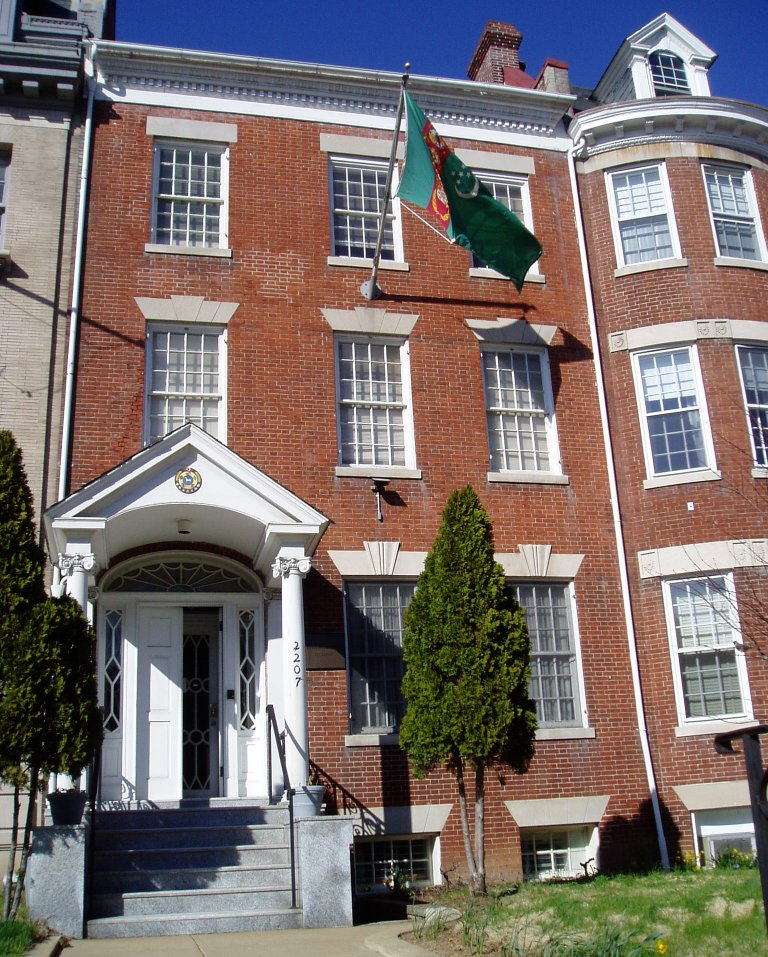
Turkmenische Botschaft in Washington, D.C.

### Amerika
- Vereinigte Staaten: Washington, D.C., Botschaft

### Asien
| - Afghanistan: Kabul, Botschaft - Afghanistan: Masar-e Scharif, Konsulat - Afghanistan: Herat, Konsulat - Armenien: Jerewan, Botschaft - Aserbaidschan: Baku, Botschaft - Volksrepublik China: Peking, Botschaft - Georgien: Tiflis, Botschaft - Indien: Neu-Delhi, Botschaft - Iran: Teheran, Botschaft - Iran: Mashhad, Generalkonsulat - Japan: Tokyo, Botschaft | - Kasachstan: Astana, Botschaft - Kasachstan: Aqtau, Konsulat - Kirgisistan: Bischkek, Botschaft - Malaysia: Kuala Lumpur, Botschaft - Pakistan: Islamabad, Botschaft - Saudi-Arabien: Riad, Botschaft - Südkorea: Seoul, Botschaft - Tadschikistan: Duschanbe, Botschaft - Usbekistan: Taschkent, Botschaft - Vereinigte Arabische Emirate: Abu Dhabi, Botschaft |

### Europa
| - Belgien: Brüssel, Botschaft - Deutschland: Berlin, Botschaft - Deutschland: Frankfurt, Konsulat - Frankreich: Paris, Botschaft - Italien: Rom, Botschaft - Österreich: Wien, Botschaft - Rumänien: Bukarest, Botschaft - Russland: Moskau, Botschaft | - Russland: Astrachan, Konsulat - Schweiz: Genf, Botschaft - Türkei: Ankara, Botschaft - Türkei: Istanbul, Generalkonsulat - Ukraine: Kiew, Botschaft - Vereinigtes Königreich: London, Botschaft - Belarus: Minsk, Botschaft |

## Vertretungen bei internationalen Organisationen
- Europäische Union: Brüssel, Ständige Vertretung
- Vereinte Nationen: New York, Ständige Vertretung
- Vereinte Nationen: Genf, Ständige Vertretung
- Vereinte Nationen: Wien, Ständige Vertretung
- UNESCO: Paris, Ständige Vertretung